# Bok de Korver

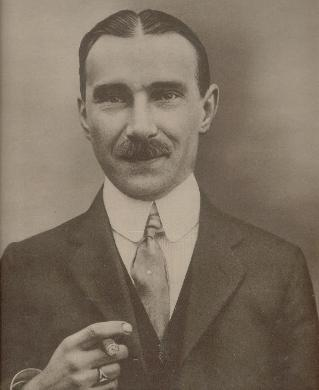
Bok de Korver

Johannes Marius „Bok“ de Korver (* 27. Januar 1883 in Rotterdam; † 22. Oktober 1957 ebenda) war ein niederländischer Fußballspieler.

## Karriere
De Korver spielte in seiner Jugendzeit für Volharding Rotterdam, bevor er 1902 zu Sparta Rotterdam wechselte und dem Verein bis 1923 angehörte. Mit der Mannschaft gewann er fünfmal die Meisterschaft und war einer der populärsten Fußballspieler seiner Zeit.
Von 1905 bis 1913 bestritt er als Mittelläufer 31 Länderspiele für die Nationalmannschaft und erzielte zwei Tore. Sein Debüt gab er am 30. April 1905 in Antwerpen beim 4:1-Sieg über die Auswahl Belgiens – dem ersten offiziellen Länderspiel einer niederländischen Auswahlmannschaft. Sein erstes Länderspieltor erzielte er am 14. Mai 1905 in Rotterdam beim 4:0-Sieg – erneut gegen die Auswahl Belgiens – mit dem Treffer zum 1:0 in der 74. Minute. Sein letztes Länderspiel bestritt er am 15. November 1913 in Hull bei der 1:2-Niederlage gegen eine Amateur-Auswahlmannschaft Englands.
Er nahm vom 19. bis 24. Oktober 1908 mit der Nationalmannschaft am olympischen Fußballturnier in London teil und bestritt das mit 0:4 gegen die Auswahl Englands verlorene Halbfinale und das mit 2:0 gewonnene Spiel um Bronze gegen die Auswahl Schwedens. Vom 29. Juni bis 4. Juli 1912 nahm er in Stockholm erneut am olympischen Fußballturnier teil, bestritt als Mannschaftskapitän jedoch nur das mit 4:3 n. V. gegen die Auswahl Schwedens gewonnene Achtelfinale. Dennoch gewann er wie schon vier Jahre zuvor erneut die Bronzemedaille, da seine Mannschaft nach dem mit 1:4 gegen die Auswahl Dänemarks verlorenen Halbfinale, die Auswahl Finnlands im Spiel um Bronze mit 9:0 schlug.

## Erfolge
- Niederländischer Meister 1909, 1911, 1912, 1913, 1915
- Olympische Bronzemedaille 1908, 1912